# Ramazzottius
Genre
Ramazzottius est un genre de tardigrades de la famille des Ramazzottiidae.

## Liste des espèces
Selon Degma, Bertolani et Guidetti, 2017 :
- Ramazzottius affinis Bertolani, Guidetti & Rebecchi, 1994
- Ramazzottius agannae Dastych, 2011
- Ramazzottius andreevi Biserov, 1997/98
- Ramazzottius anomalus (Ramazzotti, 1962)
- Ramazzottius baumanni (Ramazzotti, 1962)
- Ramazzottius belubellus Bartels, Nelson, Kaczmarek & Michalczyk, 2011
- Ramazzottius bunikowskae Kaczmarek, Michalczyk & Diduszko, 2006
- Ramazzottius cataphractus (Maucci, 1974)
- Ramazzottius caucasicus Biserov, 1997/98
- Ramazzottius edmondabouti Séméria, 1993
- Ramazzottius horningi Binda & Pilato, 1994
- Ramazzottius libycus Pilato, D'Urso & Lisi, 2013
- Ramazzottius littoreus Fontoura, Rubal & Veiga, 2017
- Ramazzottius ljudmilae Biserov, 1997/98
- Ramazzottius montivagus (Dastych, 1983)
- Ramazzottius nivalis Dastych, 2006
- Ramazzottius novemcinctus (Marcus, 1936)
- Ramazzottius oberhaeuseri (Doyère, 1840)
- Ramazzottius rupeus Biserov, 1999
- Ramazzottius saltensis (Claps & Rossi, 1984)
- Ramazzottius semisculptus Pilato & Rebecchi, 1992
- Ramazzottius subanomalus (Biserov, 1985)
- Ramazzottius szeptycki (Dastych, 1980)
- Ramazzottius theroni Dastych, 1993
- Ramazzottius thulini (Pilato, 1970)
- Ramazzottius tribulosus Bertolani & Rebecchi, 1988
- Ramazzottius valaamis Biserov & Tumanov, 1993
- Ramazzottius varieornatus Bertolani & Kinchin, 1993

## Étymologie
Ce genre est nommé en l'honneur de Giuseppe Ramazzotti.

## Publication originale
- Binda & Pilato, 1986 : Ramazzottius, nuovo genere di Eutardigrado (Hypsibiidae). Animalia (Catania), vol. 13, no 1/3, p. 159-166.